# Antoinette Justine Zongo-Nyambone
Antoinette Justine Zongo-Nyambone, née le 2 septembre 1962 à Sangmélima dans la région du Sud du Cameroun, est une administratrice civile camerounaise. 
En 2012, elle est la première femme nommée préfet au Cameroun.

## Biographie

### Débuts
Antoinette Justine Zongo-Nyambone est née le 2 septembre 1962 à Sangmélima dans le plateau sud-camerounais ). Elle est diplômée de l’École nationale d’administration et de magistrature (ENAM) en 1989.  

### Carrière
Elle commence sa carrière en 1989 au sein du ministère de l'Urbanisme et de l'habitat où elle travaille pendant quatre ans, puis au service du gouverneur. En 1995, elle est affectée au poste de conseiller aux affaires juridiques où elle travaille durant 12 ans, puis aux affaires économiques du gouvernement du littoral à Douala.  
En 2006, elle est nommée 1er adjoint préfectoral d'Edéa dans la Sanaga-Maritime. Plus tard, elle rejoint le ministère de l’Administration territoriale. Elle est nommée sous-préfet de Ngoumou dans le département de la Mefou-et-Akono.
Le 22 septembre 2012, elle est nommée préfet du département du Koung-Khi dans la région de l'ouest. Elle remplace à ce poste Bouba Haman. Elle avoue que ses débuts n'ont pas été faciles en 2008 :   
En octobre 2019, elle est nommée préfet du département de la Mefou Akono par le décret présidentiel du Chef de l’État Paul Biya. Elle est avec Rachel Ngazang Akono, les deux seules femmes préfets au Cameroun  sur 56 départements,.  

### Réalisations
En 2012, Antoinette Justine Zongo préfet de la Mefou et Akono accompagné de Théodore Nsangou, président le lancement officiel des travaux du barrage hydroélectrique de Memve’ele d'une capacité de 211 MW. 
Elle est chargée de payer les indemnisations aux personnes affectées par les travaux de la ligne de haute tension qui a pris fin en 2017, elle a coûté près de 450 milliards de CFA.
Elle redonne vie au stade Fotso-Victor à Bandjoun dans la région de l'ouest au Cameroun avec l'accompagnement des élites de la ville, ce stade a servi pour les entraînements de la Coupe d’Afrique des nations 2019.

### Vie personnelle
Antoinette Nyambone est mariée dans le Mbam-et-Inoubou est une mère de cinq enfants.